# Падение Венецианской республики

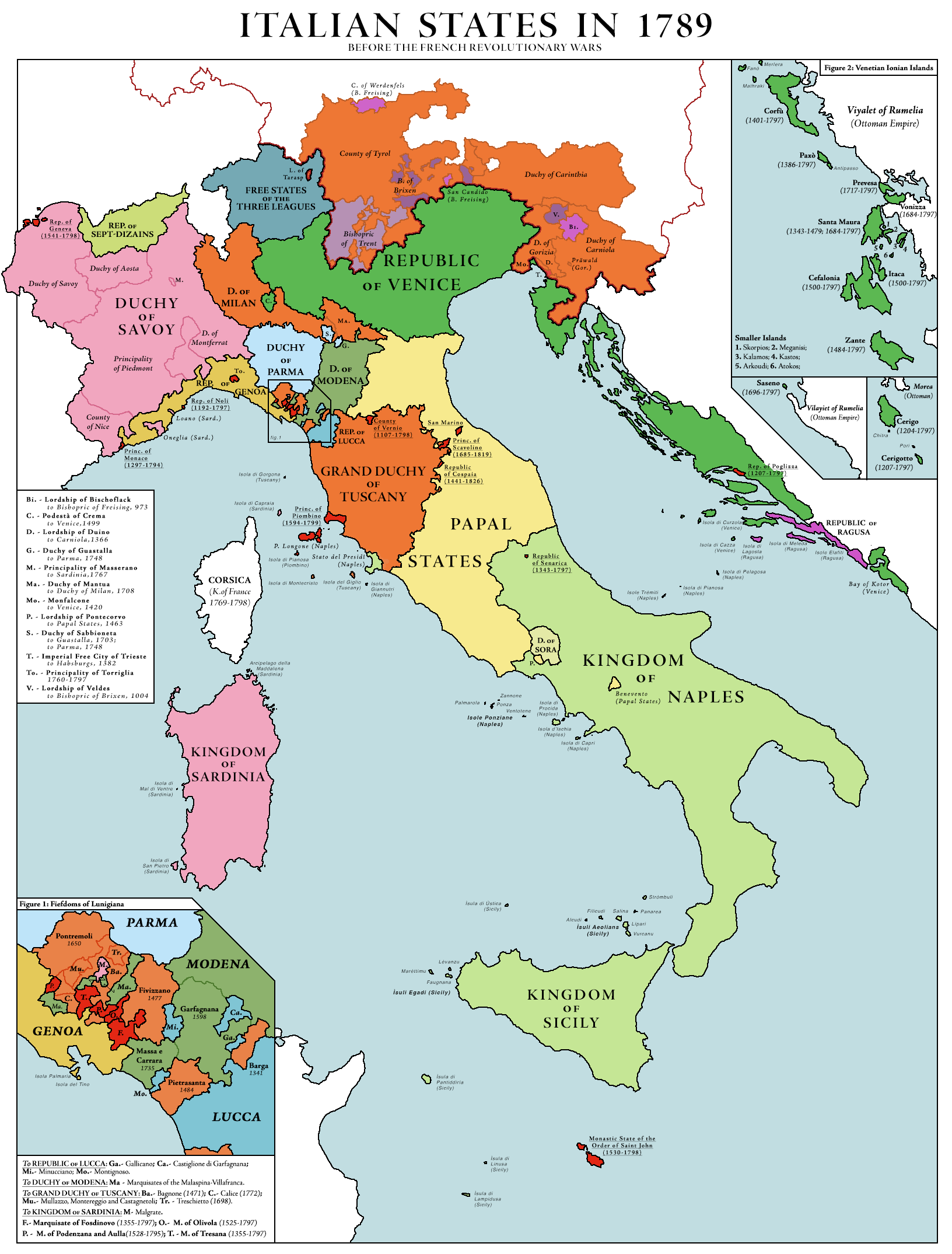
Италия в 1789 году.

Падение Венецианской республики — серия событий, кульминацией которых стал её распад 12 мая 1797 года и расчленение Францией и Австрией.
В 1796 году новообразованная Французская республика послала молодого генерала Наполеона противостоять Австрии в рамках Французских революционных войн. Он решил пройти через Венецию, которая официально была нейтральной. Неохотно венецианцы позволили французской армии войти, чтобы она могла противостоять Австрии. Однако французы тайно начали поддерживать якобинских революционеров в Венеции, и венецианский сенат начал потихоньку готовиться к войне. Венецианские вооруженные силы были истощены и не могли бороться с французами или восстанием. После захвата Мантуи 2 февраля 1797 года французы открыто призвали к революции на территории Венеции. К 13 марта произошло открытое восстание с отделением Брешии и Бергамо. Однако провенецианские настроения оставались высокими, и Франция была вынуждена раскрыть свои истинные цели после того, как оказала военную поддержку революционерам.
25 апреля Наполеон открыто пригрозил объявить Венеции войну, если она не демократизируется. Венецианский сенат удовлетворил многочисленные требования, но, столкнувшись с растущим восстанием и угрозой иностранного вторжения, отрекся от престола в пользу переходного правительства якобинцев. 12 мая последний дож Венеции Людовико Манин официально упразднил Светлейшую Венецианскую республику после её 1100 лет существования.
Агрессия Наполеона не была беспричинной. Французы и австрийцы тайно договорились 17 апреля в Леобенском договоре, что в обмен на предоставление Венеции Австрии Франция получит Австрийские Нидерланды. Франция предоставила населению возможность проголосовать за принятие общедоступных условий договора, по которому они уступили территорию Австрии. 28 октября Венеция поддержала условия, поскольку предпочла Австрию Франции. Такие предпочтения были вполне обоснованы: французы приступили к основательному разграблению Венеции. Кроме того, они украли или потопили весь венецианский флот и уничтожили большую часть венецианского арсенала, что стало унизительным концом одной из самых мощных военно-морских сил в Европе.
18 января 1798 года австрийцы взяли под свой контроль Венецию и положили конец грабежу. Однако к 1805 г. Венеция вернулась под контроль Франции и была включена в состав Королевства Италия. Затем в 1815 году она вернулась в руки Австрии как часть Ломбардо-Венецианского королевства до присоединения к королевству Италия в 1866 году.

## Предыстория

Великий герб Венецианской республики, включавший в себя гербы 22 территорий.

Падение Венецианской республики стало результатом Французской революции и революционных войн, в которых Французская республика столкнулась с монархическими державами Европы.
Претендент на французский престол Людовик Станислав Ксаверий (будущий Людовик XVIII) в 1794 г. провел некоторое время в Вероне в качестве гостя Венецианской республики. Это вызвало ожесточенные протесты французских представителей, так что право Людовика на убежище было аннулировано, и 21 апреля он был вынужден покинуть город. В знак протеста французский принц потребовал убрать его имя из libro d'oro венецианской знати и вернуть ему хранившиеся в Венеции доспехи Генриха IV. Поведение венецианского правительства также вызывало неудовольствие и порицание других европейских дворов.
В 1795 г. с принятием Конституции III года политический Франции стал более консервативным, власть оказалась в руках Директории. В 1796 г. ею было начато двойное наступление против Первой коалиции: основное должно было пройти на Священную Римскую империю на востоке через реку Рейн (под командованием Жана-Батиста Журдана и Жана Виктора Моро), а отвлекающий удар против австрийцев и их союзников — в северной Италии. Руководство итальянской кампанией было поручено молодому генералу Наполеону Бонапарту, который в апреле 1796 г. пересек Альпы с 45 тыс. войском для борьбы с австрийцами и пьемонтцами.
В молниеносной кампании Наполеону удалось выбить Сардинию из войны, а затем двинуться на контролируемое Габсбургами Миланское герцогство. 9 мая австрийский губернатор Милана эрцгерцог Фердинанд удалился со своей семьей на венецианскую территорию в Бергамо. Шесть дней спустя, после победы в битве при Лоди, Наполеон вошёл в Милан и вынудил короля Сардинии Виктора Амадея III подписать Парижский договор, в то время как войска Габсбургов отступили, чтобы защитить Трентское епископство. 17 мая герцогство Модена также присоединилось к перемирию.
В ходе этого конфликта Венецианская республика придерживалась своей традиционной политики нейтралитета, но её владения в северной Италии теперь находились на прямом пути продвижения французской армии к Вене. 20 мая французы денонсировали соглашение о перемирии и возобновили боевые действия.

## Захват итальянских земель Венеции

### Прибытие французов в венецианскую Ломбардию

Наполеон Бонапарт в битве при Аркольском мосту, не позволившей австрийцам снять осаду Мантуи.

При приближении французской армии, уже 12 мая 1796 года, венецианский сенат учредил должность генерального проведитора (provveditore generale) материковых владений с задачей надзора за всеми магистратами. Однако состояние венецианской обороны было плачевным: не хватало оружия, а укрепления находились в аварийном состоянии. Венецианская Ломбардия вскоре наводнилась беженцами, а также разбитыми или бегущими отрядами австрийских войск, за которыми вскоре последовали первые французские солдаты. Лишь с большим трудом венецианским властям удалось помешать сначала австрийцам генерала Керпена, а затем преследующим их французам Бертье пройти через Крему. Сам Наполеон, наконец, прибыл в город с предложением о союзе, но ответа не последовало. Ввиду плохого состояния обороны венецианское правительство и власти Террафермы оказали лишь слабое сопротивление продвижению отступающиъ австрийцев, но решительно отказались от просьб посла Габсбургов предоставить, пусть и тайно, продовольствие и припасы.
Не только Ломбардия, но даже Венеция оказались под угрозой вторжения. Сначала австрийский главнокомандующий Иоган Петер Больё хитростью взял Пескьера-дель-Гарда, а 29 мая французская дивизия Ожеро вошла в Дезенцано-дель-Гарда. В ночь с 29 на 30 мая Наполеон форсировал реку Минчо, вынудив австрийцев отступить в Тироль. На жалобы венецианцев, которые через provveditore generale Фоскарини протестовали против нанесенного французскими войсками во время их наступления ущерба, Наполеон пригрозил пройти Верону сквозь железо и огонь и двинуться на саму Венецию, утверждая, что республика покровительствовала врагам Франции, не объявляя войны после событий в Пескьере и укрывая Людовика Бурбона.

### Открытие венецианской территории

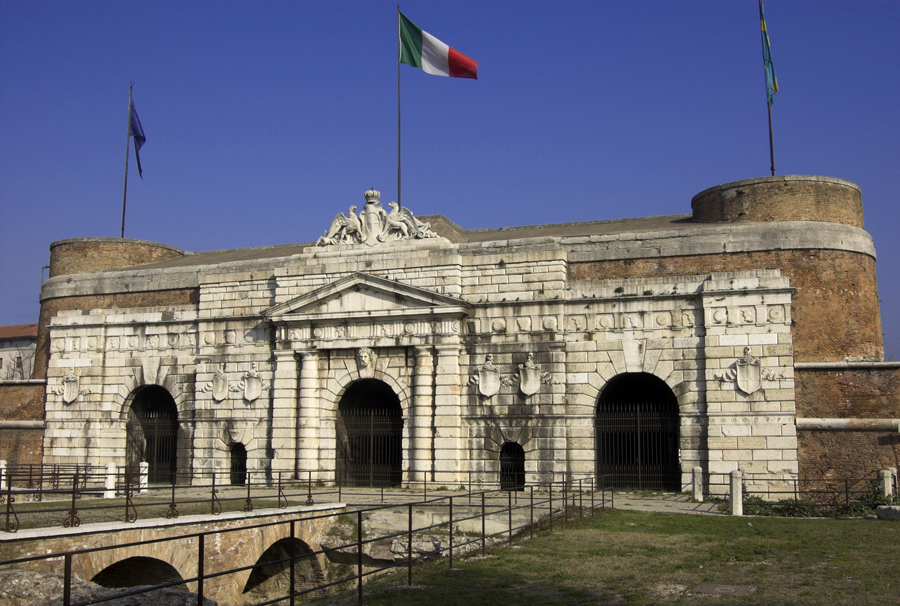
Порта-Нуова в Вероне, открывшей ворота войскам Наполеона 1 июня 1796 г.

1 июня Фоскарини, чтобы больше не провоцировать Наполеона, согласился на ввод французских войск в Верону. Таким образом, венецианские территории официально стали полем битвы между противоборствующими лагерями.
Перед лицом неминуемой угрозы Сенат приказал отозвать венецианский флот, набрать ополчение чернидов в Истрии и создать генерального проведитора Венецианской лагуны и Лидо, чтобы обеспечить защиту ядра венецианского государства — Догадо. Были подняты новые налоги и запрошены добровольные взносы на перевооружение государства. Наконец, послу в Париже было приказано заявить протест о нарушении нейтралитета. В то же время венецианские дипломаты в Вене протестовали против того, что австрийские войска развязали боевые действия на Терраферме.
5 июня представители Неаполитанского королевства подписали перемирие с Наполеоном. 10 июня наследник герцогства Пармского Людовик Бурбонский, а через два дня Наполеон вторгся в принадлежащую Папской области Романью; 23 июня папе Пия VIпришлось принять французскую оккупацию северных легилатур, позволив французам занять портовый город Анкона на Адриатическом море.
Появление французских военных кораблей в Адриатике побудило Венецию возобновить действие древнего указа, запрещавшего вход иностранных флотов в Венецианскую лагуну, и проинформировало об этом Париж. Флотилии и укрепления были созданы вдоль берегов лагуны с материком, а также в каналах, чтобы преградить доступ как с суши, так и с моря. По этому поводу 5 июля провидитор Лагуны Джакомо Нани, вспоминая победоносную Морейскую войну против турок-османов, писал:
Мне больно видеть, что всего через столетие после той важной эпохи ваши превосходительства вынуждены думать только о защите лимана, не помышляя о том, чтобы повернуть свою мысль хоть на одну строчку дальше этой.
Правительство республики решило мобилизовать свои силы, чтобы избежать утраты материковых владений в Италии; оно готовилось отдать приказ о мобилизации и передать командование сухопутными войсками Вильгельму Нассаускому, но в последний момент уступила совместному давлению австрийцев и французов.
К середине июля французские войска расположились в городах Крема, Брешиа и Бергамо, чтобы обеспечить разделение заключивших мир французов и австрийцев. В то же время предпринимались дипломатические усилия, чтобы побудить Венецию отказаться от нейтралитета и вступить в союз с Францией и Османской империей против России. Однако известие о подготовке автрийского генерала Дагоберта Зигмунда фон Вурмзера к контрнаступлению из Тироля побудило республику официально отклонить французские предложения письмом дожа от 22 июля. Тем временем к Фоскарини был назначен экстраординарный провидитор Франческо Баттаджа, который фактически заменил его. В Венеции для поддержания порядка и безопасности были введены ночные патрули из лавочников и подмастерьев, подчинявшиеся двум патрициям и двум бюргерам (читтадини) . В Бергамо также тайно набирали войска в соседних долинах, стараясь избежать конфликта с французами, но по выражению магистрата Inquisitori di Stato только «сдерживая рвение населения, не унижая его».
31 июля Наполеон занял замок Брешии.

## Расформирование республики
17 апреля 1797 года Наполеон подписал предварительное перемирие в Леобене в Штирии с представителями императора Священной Римской империи Франциска II. В секретных приложениях к договору территории Террафермы уже были переданы Габсбургам в обмен на получение Францией Австрийских Нидерландов. Однако в тот же день в Вероне население и часть расквартированных там венецианских войск, устав от французской спеси и гнета, подняли восстание. Эпизод, известный как «Веронская Пасха», быстро заставил оккупационные войска перейти к обороне, переведя их в городские форты.
20 апреля, хотя запрет на вход иностранных военных кораблей в Венецианскую лагуну был недавно подтвержден, французский фрегат попытался войти через северный вход в лагуну в Порто-ди-Лидо,. В ответ артиллерия форта Сант-Андреа открыла огонь, потопив корабль и убив его капитана. Однако венецианское правительствонадеялось избежать открытого конфликта даже при потере своих материковых владений: оно отказывалось мобилизовать армию и послать подкрепления в Верону, которая была вынуждена капитулировать 24 апреля.
25 апреля, в день праздника покровителя Венеции Марка Евангелиста в Граце, сбитые с толку венецианские эмиссары открыто угрожали войной со стороны Наполеона, который хвастался, что у него есть 80 тыс. человек и 20 боевых кораблей. Наполеон обвинил Венецию в отказе от союза с Францией.
В течение следующих дней французская армия окончательно заняла Терраферму вплоть до берегов Венецианской лагуны. 30 апреля письмо от Наполеона из Пальманове, сообщало синьории о намерении систему правления республики, но предлагает сохранить её содержание. Срок действия ультиматума истекал через четыре дня. Венецианское правительство предприняло попытки добиться примирения, сообщив Наполеону 1 мая, что оно намерено реформировать свою конституцию на более демократической основе, но 2 мая французы объявили республике войну.
3 мая Венеция отменила общий приказ о наборе в церниды Далмации, а 4 мая Большой Венецианский совет 704 голосами против 12 при 26 воздержавшихся решил принять требования Франции, включая арест коменданта форта Сант-Андреа и трёх Inquisitori di Stato, которое особенно оскорбляло якобинцев из-за роли гаранта олигархического характера Венецианской республики.
8 мая дож Людовико Манин заявил о готовглсьт сложить свои знаки отличия и призвал всех магистратов сделать то же самое, хотя член Малого совета Франческо Пезаро убеждал его бежать в Зару в Далмации. Венеция по-прежнему обладала флотом и владениями в Истрии и Далмации, а также оборонительными сооружениями самого города и его лагуны. Однако патрициат был охвачен ужасом в связи с перспективой народного восстания. В результате вышел приказ демобилизовать даже находившиеся в городе верные балканские войска. Сам Пезаро был вынужден бежать из города после того, как правительство приказало его арестовать, чтобы угодить Наполеону.
Утром 12 мая, между слухами о заговорах и неминуемой атакой французов, Большой совет собрался в последний раз. Несмотря на отсутствие кворума (было 537 из 1200 патрициев), дож открыл сессию. Затем совет приступил к рассмотрению выдвинутых некоторыми венецианскими якобинцами требований Франции, которые повлекли за собой отречение правительства в пользу Municipalità Provvisoria di Venezia, посадку дерева свободы на площади Святого Марка, высадке 4-тыс. контингента французских солдат и выдаче некоторых магистратов, выступавших за сопротивление. Во время заседания собравшиеся впали в панику при звуках выстрелов с площади Святого Марка: скьявони выстрелили из мушкетов в знак приветствия знамени Святого Марка, прежде чем сесть на корабль, но перепуганные патриции опасались, что это сигнал к бунту. Сразу же было проведено голосование, и 512 голосами при 5 воздержавшихся и 20 против республика была объявлена упраздненной. Когда собрание в спешке разошлось, дож и магистраты сняли свои знаки отличия и вышли на балкон Герцогского дворца, чтобы объявить о решении собравшейся внизу толпе. В конце воззвания толпа закричала «Да здравствует Сан-Марко!» и «Да здравствует республика!» и подняла флаг Святого Марка на трех мачтах на площади, попыталась восстановить дожа и напала на дома и имущество венецианских якобинцев. Судьи, опасаясь отвечать перед французами, попытались усмирить толпу, а патрули из Арсенала и артиллерийские выстрелы по Риальто восстановили порядок в городе.

### Оккупация Францией
Утром 13 мая от имени дожа были изданы три прокламации, которые угрожали смертью попытавшимся снова восстать, предписывали реституцию награбленного в Прокуратию и признали якобинских вождей достойными отечества. Поскольку на следующий день истекало перемирие и французы могли войти в город, было решено отправить им необходимые транспорты для перевозки 4 тыс. солдат, из которых 1,2 тыс. предназначались Венеции, а остальные — для окружавших её островов и крепостей.
15 мая дож навсегда покинул герцогский дворец и удалился в резиденцию своей семьи. В последнем декрете старого правительства он объявил о создании провинциального муниципалитета Венеция, руководство которого разместилось в герцогском дворце, где раньше заседал великий совет. 4 июня на площади Сан-Марко было посажено дерево Свободы, гонфалон республики был разорван на части, аристократическая libro d’oro — сожжена. Новым символом стал крылатой лев с надписью DIRITTI DELL’UOMO E DEL CITTADINO («Права человека и гражданина»). 11 июля было упразднено венецианское гетто, местные евреи получили право на свободное передвижение.
13 июня опасавшиеся, что Венеции не удастся сохранить контроль над Корфу, французы отплыли с флотом с целью свергнуть генерального проведитора заморских владений Карло Аурелио Видмана и установить демократию. 27 июня был создан Временный муниципалитет Ионических островов.
Тем временем в Истрии, Далмации и Венецианской Албании венецианские магистраты и местная знать отказались признать новое правительство. Флот, вернувший Скьявони на родину, остался там на якоре, не выказывая никакого намерения вернуться в город или установить контроль над муниципалитетами. В Трау товары революционеров были разграблены, а в Себенико был убит агент французского консульства. Распространение новостей о согласованных в Леобене условиях побудило население настаивать на более быстрой оккупации их земель австрийцами. 1 июля австрийцы вошли в Зару и были встречены приветственным звоном колоколов и артиллерийскими выстрелами. Флаги республики, которые развевались до этого момента, были проведены процессией к собору, где население отдало им дань уважения. В ставшем последним сдавшимся венецианским поселением Перасте знамя 23 августа было символически закопано под главным алтарем, после чего последовала речь капитана гарнизона Джузеппе Висковича. Таким образом, все истро-далматинское побережье перешло Австрии, что спровоцировало протесты временного муниципалитета Венеции.
22 июля созданный Временным муниципалитетом Комитет общественного спасения учредил Уголовный совет для борьбы с инакомыслием, вынес постановление о введении смертной казни за выкрик «Вива Сан Марко!» и запретил передвигаться по городу без пропуска. 12 октября муниципалитет объявил о раскрытии заговора, что побудило французского военного губернатора генерала Антуана Баллана объявить осадное положение и приступить к арестам и задержаниям.